# BB Talk
"BB Talk" é uma canção da artista musical estadunidense Miley Cyrus presente em seu quinto álbum de estúdio Miley Cyrus & Her Dead Petz (2015). Teve sua estreia em 30 de agosto de 2015 gratuitamente no SoundCloud juntamente com o restante do álbum. Sua composição mostra a frustração de Cyrus sobre um interesse amoroso arrogante, e a canção é principalmente falada. "BB Talk" teve seu vídeo musical lançado em 11 de dezembro de 2015, e apresenta Cyrus como uma bebê adulta. Cyrus apresentou a faixa durante a Milky Milky Milk Tour em novembro e dezembro.

## Composição
A canção foi escrita e produzida por Cyrus, com produção adicional de Oren Yoel e The Flaming Lips. "BB Talk" é a sétima faixa do Miley Cyrus & Her Dead Petz e toca numa duração de quatro minutos e trinta e dois segundos. A faixa anterior, "Fuckin Fucked Up" é um interlúdio de cinquenta e um segundos entre "Space Bootz" e "BB Talk", repetindo a letra de abertura desta última: "this is really fucked up". A canção é "sobre uma garota que está cansada de ouvir seu namorado fazer voz de bebê toda vez que eles fazem sexo" e apresenta Cyrus cantando as letras "Vamos transar para você parar com essa vozinha de bebê". NME descreveu a canção como um "hip hop leve".

## Vídeo musical
MTV publicou em seu website uma prévia de 10 segundos do vídeo musical de "BB Talk" em 9 de dezembro, mostrando Cyrus com uma peruca loira encaracolada e macacão de pijama roxo enquanto chupava uma chupeta. O vídeo completo teve sua estreia em 11 de dezembro, e foi lançado nas plataformas da Vevo naquela noite. Foi dirigido pela própria Cyrus juntamente com sua colaboradora antiga Diane Martel e chamou a atenção da mídia pela representação de Cyrus como um bebê adulto.

## Créditos
Créditos adaptados do website de Cyrus.
Gravação
- Gravado no Love Yer Brain Studios
- Mixado no Whitley Room Studios (Hollywood, Califórnia)

Equipe
- Miley Cyrus – vocais principais, composição, produção de vocal, mixagem
- Doron Dina – assistente
- The Flaming Lips – produção de vocal, mixagem
- Oren Yoel – produção, instrumentos, programação

## Desempenho nas tabelas musicais
| Tabela musical (2016)     | Melhor posição |
| ------------------------- | -------------- |
| Canadá (Canadian Hot 100) | 86             |